# Rüte
Rüte (toponimo tedesco) è un ex-distretto svizzero di 3 543 abitanti del Canton Appenzello Interno, facente parte del distretto di Schwende-Rüte.

## Storia
È stato istituito nel 1873 sul territorio della rhode soppressa di Rüte. Nel 1º maggio 2022 è stato unito al distretto di Schwende per formare il distretto di Schwende-Rüte.

## Monumenti e luoghi d'interesse

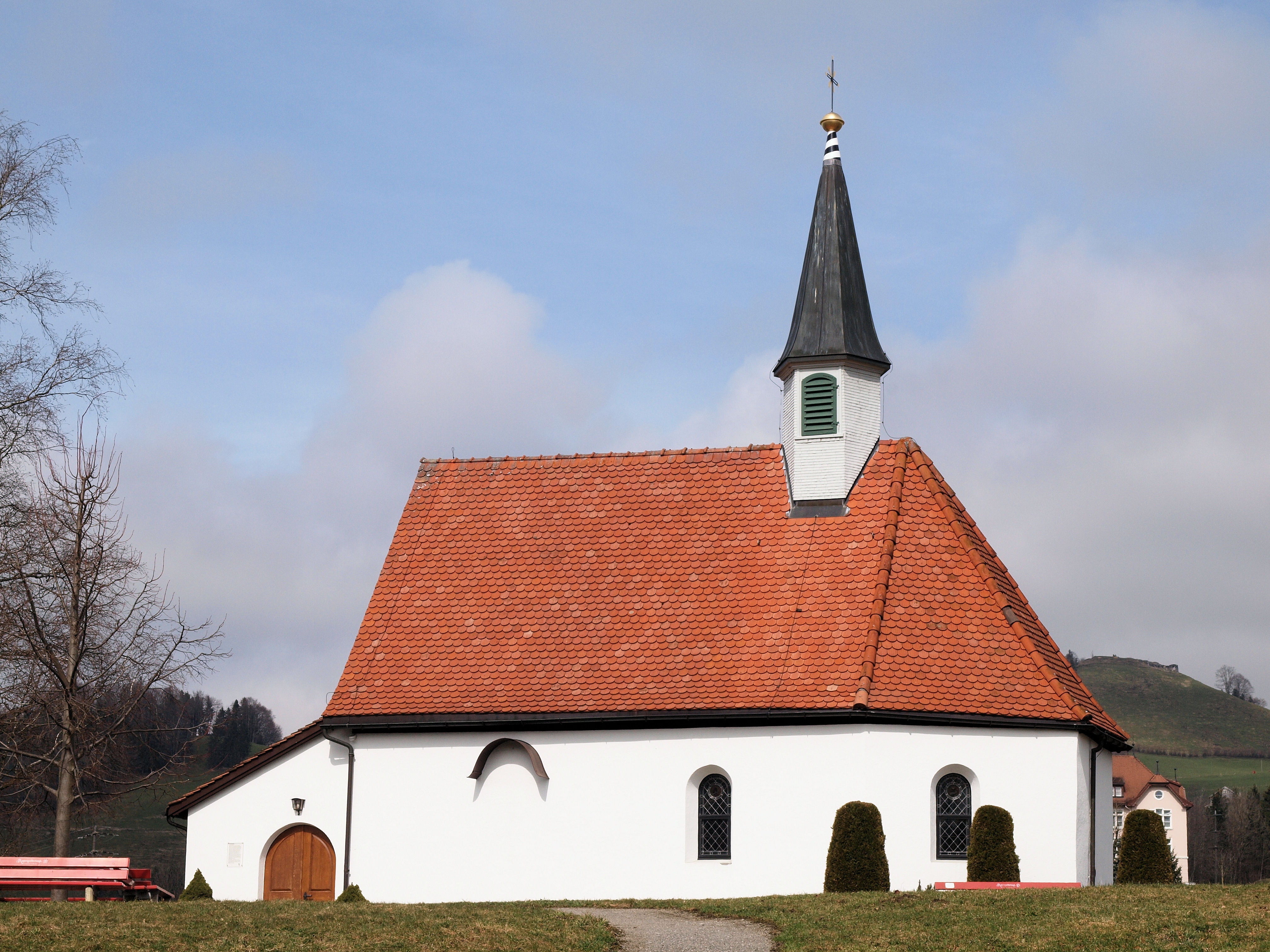
La chiesa di Nostra Signora di Lourdes e di San Martino

- Chiesa cattolica di Nostra Signora di Lourdes e di San Martino, eretta nel 1594[senza fonte].

## Società

### Evoluzione demografica
L'evoluzione demografica è riportata nella seguente tabella:
Abitanti censiti

## Infrastrutture e trasporti
Rüte è servito dalla stazione di Steinegg sulla ferrovia del Säntis (linea S23 della rete celere di San Gallo) e dalla stazione di Hirschberg sulla ferrovia San Gallo-Gais-Appenzello.

## Amministrazione
Ogni famiglia originaria del luogo fa parte del cosiddetto comune patriziale e ha la responsabilità della manutenzione di ogni bene ricadente all'interno dei confini del comune.